# Taurus PT92
Taurus PT92 — самозарядный 9-мм пистолет, производимый бразильской компанией Taurus Armas на заводе Beretta в Сан-Паулу (Бразилия). Является нелицензированной копией итальянского пистолета Beretta 92.

## История
В 1974 году бразильская армия заключила крупный контракт на пистолеты Beretta 92, для которых компания Beretta открыла завод в Сан-Паулу, Бразилия. Позже, после истечения контракта, этот завод был продан бразильской оружейной компанией Forjas Taurus S/A в 1980 году. Вскоре после этого Taurus закрыла завод и передала оригинальное оборудование Beretta на свой завод в Порту-Алегри, штат Риу-Гранди-ду-Сул, используя его для производства собственного пистолета, который был копией оригинального Beretta 92, который больше не производился в Бразилии. Пистолет производился без лицензии, из-за чего им не нужно было платить лицензионные платежи, поскольку срок действия патентов истек.

## Конструкция
Первоначально, PT92 был во многих отношениях точно таким же, как и оригинальный Beretta 92, хотя он также был необычен для того времени тем, что имел квадратную спусковую скобу для поддержки указательного пальца противоположной руки во время стрельбы, функция, которая была введена впоследствии в Beretta 92 начиная с модели 92SB-F (92F) в 1985 году. Taurus PT92 в большинстве случаев был дешевле, чем Beretta 92.
Конструкция Taurus PT92 претерпела множество изменений с момента его первоначального производства в начале 1980-х годов. Самые ранние модели PT92 (выпускавшиеся между 1982 и 1983 годами) были почти точными копиями оригинальной Beretta 92, с несимметричным флажком предохранителя, круглой спусковой скобой и кнопкой защёлки магазина у основания спусковой скобы. Ранние модели PT92 и PT99 не имели декокера с третьим безопасным положением, который сейчас является стандартным. Данная функция была добавлена в модели второго поколения в начале 1990-х годов, которые также включали трехточечные прицелы, которые есть на Beretta 92F. В третьей версий в конце 90-х изменили конструкцию рукоятки и затвора (теперь они имеют более широкие насечки для взведения курка, чем у PT92, произведенных до 1997 года).
Совсем недавно (по состоянию на 2005 год) Taurus начал производство PT92 с более толстой спусковой скобой и встроенными направляющими для аксессуаров на раме, что можно найти в более новом пистолете Beretta M9A1, военной модернизации Beretta 92, из которой PT92 является производным. В то время как магазины на 15 патронов были стандартными для PT92 в течение многих лет, теперь Taurus производит магазины на 17 патронов для этого пистолета, чтобы придать ему огневую мощь, сравнимую с австрийским Glock 17. На вторичном рынке также доступны магазины на 30 патронов. Несмотря на множество изменений в конструкции, Taurus PT92 по-прежнему сохраняет многие элементы конструкции оригинальной Beretta 92, например, форму спускового крючка. Другие версии PT92 включают PT99 с регулируемым целиком и более высокой мушкой, компактный PT92C, а также PT100 и PT101, которые представляют собой версии PT92 и PT99 под патрон .40 S&W соответственно.

## Варианты

### 7,65 мм (.32 auto)
- PT57, описанный как «младший брат» PT92, PT57 использует патрон .32 ACP (Auto) и имеет ёмкость магазина в 12 патронов + 1 в патроннике (снят с производства).

### .380 ACP
- PT58, компактная модель под патрон .380 ACP и ёмкостью магазина в 19 патронов +1 в патроннике.
- PT59, полноразмерная модель под патрон .380 ACP и ёмкостью магазина в 19 патронов +1 в патроннике.

### 9мм Парабеллум
- PT92, воронёная модель с накладками для рукоятки из твёрдого дерева или чёрного пластика, с фиксированным трехточечным прицелом. Доступны магазины на 10, 15 или 17 патронов.
- PT92AF, воронёная модель с рамой из лёгкого сплава, затвором из полированной нержавеющей стали, декокером, установленная на раме планка для аксессуаров, пятидюймовый ствол, деревянные накладки на рукоятку, фиксированный трёхточечный прицел. Магазин на 17 патронов.
- PT92AFS, модель с рамой из лёгкого сплава, с затвором из полированной нержавеющей стали, декокером, дополнительной направляющей на раме, пятидюймовым стволом, деревянными накладками на рукоятку, фиксированным трёхточечным прицелом. Магазин на 17 патронов. (снят с производства)
- PT92SS, модель из нержавеющей стали, с черными резиновыми накладками на рукоятку, фиксированным трёхточечным прицелом. Доступны магазины на 10, 15 и 17 патронов (снят с производства).
- PT92C, Компактная модель с четырёхдюймовым стволом, деревянными или черными пластиковыми накладками на рукоятку, фиксированным трёхточечным прицелом. Доступны магазины на 12 патронов (снят с производства).
- PT99, вороненая или сатинированная никелем модель, с накладками на рукоятку из твёрдого дерева или чёрного пластика, регулируемым целиком. Все варианты PT99 совместимы с магазинами PT92 (снят с производства).
- PT99AF, вороненая или сатинированная никелем модель, с накладками на рукоятку из твёрдого дерева или чёрного пластика, рамой из лёгкого сплава, стволом длиной в 4,75 дюйма и регулируемым целиком. (снят с производства)
- PT917C, Компактная модель с четырёхдюймовым стволом, воронёным покрытием, алюминиевой рамкой и фиксированным трёхточечным прицелом. Доступны магазины на 17 и 19 патронов. Магазин на 19 патронов выступает на один дюйм ниже рукоятки.
- PT917CS, Компактная версия с четырёхдюймовым стволом, покрытием из нержавеющей стали, рамой из лёгкого сплава, фиксированным трёхточечным прицелом. Доступны магазины на 17 и 19 патронов. Магазин на 19 патронов выступает на один дюйм ниже рукоятки. Поставляется с завода с магазинами на 17 и 19 патронов (снят с производства).

### .40 Smith & Wesson
- PT100, модель под патрон .40 S&W с трёхточечным фиксированным прицелом. Доступны магазины на 10 или 11 патронов.
- PT101, модель под патрон .40 S&W с регулируемым целиком, совместимая с магазинами PT100. (снят с производства)

## Страны-эксплуатанты
- Аргентина: PT92 и PT917 являются стандартными пистолетами полиции Буэнос-Айреса с 2009 года.
- Бразилия: PT92 является стандартным пистолетом Бразильской армии, Военной полиции и Сил Национальной безопасности. В армии обозначается как M975.
- Доминиканская Республика
- Израиль: Израильская гражданская полиция Иерусалима использует пистолеты Taurus PT92C.[2]
- Индонезия
- Ливия[3]
- Малайзия
- Парагвай
- Перу: PT92AFD и PT92AFD-M являются стандартными пистолетами Вооружённых сил Перу и спецназа.
- США: 14 января 1985 года на вооружение вооружённых сил США был принят пистолет "Beretta M92F", в конце 1985 года началась продажа пистолетов Taurus PT-92 бразильского производства[4]
- Суринам: в 2017 году в Бразилии куплены 509 шт. пистолетов "Taurus PT-92"[5], поступившие на вооружение государственных структур
- Чили: Используется Корпусом карабинеров Чили.
- Ирландская Республиканская Армия[6]